# Ctenochira galla
Ctenochira galla là một loài tò vò trong họ Ichneumonidae.